# Tisa Farrow
Pour les articles homonymes, voir Farrow.
Theresa Magdalena Farrow, dite Tisa Farrow, est une actrice américaine née le 22 juillet 1951 à Los Angeles (Californie) et morte le 10 janvier 2024 à Rutland (Vermont).
Elle est apparue dans plusieurs films d’exploitation, notamment en Italie.

## Biographie
Tisa Farrow est la fille du réalisateur John Farrow et de l'actrice Maureen O'Sullivan. Tout comme ses deux sœurs aînées, Mia et Stephanie Farrow, elle commence une carrière au cinéma au début des années 1970.
Elle apparaît dans des films comme La Course du lièvre à travers les champs (1972) ou Mélodie pour un tueur (1978). Elle reste principalement connue pour sa participation à trois films d'exploitation italiens : L'Enfer des zombies (1979) de Lucio Fulci, Héros d'apocalypse (1979) d'Antonio Margheriti et Antropophagus (1980) de Joe D'Amato.

## Filmographie

### Cinéma
- 1970 : Homer de John Trent : Laurie Grainger
- 1972 : La Course du lièvre à travers les champs de René Clément : Pepper
- 1973 : Sleeping Beauty (Some Call It Loving) de James B. Harris : Jennifer
- 1974 : Only God Knows de Peter Pearson : Terry Sullivan
- 1976 : Spécial Magnum (Una Magnum Special per Tony Saitta) d'Alberto de Martino : Julie Foster
- 1978 : Mélodie pour un tueur (Fingers) de James Toback : Carol
- 1979 : L'Exterminateur de William Fruet : Kate Berthel
- 1979 : Manhattan de Woody Allen : une invitée de la fête
- 1979 : Qui a tué le président ? (Winter Kills) de William Richert : l'infirmière
- 1979 : L'Enfer des zombies (Zombi 2) de Lucio Fulci : Anne Bowles
- 1980 : Héros d'apocalypse (L'ultimo cacciatore) d'Antonio Margheriti : Jane Foster
- 1980 : Antropophagus de Joe D'Amato : Julie

### Téléfilms
- 1978 : The Initiation of Sarah de Robert Day : Alberta 'Mouse'
- 1979 : The Ordeal of Patty Hearst de Paul Wendkos : Gabi